# Дивоптах-білозір синьоголовий
Дивоптах-білозір синьоголовий (Cicinnurus respublica) — вид горобцеподібних птахів родини дивоптахових (Paradisaeidae).

## Поширення
Ендемік Індонезії. Вид поширений лише на двох островах — Вайгео і Батанта, біля західного узбережжя Нової Гвінеї. Населяє ділянки дощових лісів на пагорбах на висоті 300—1000 м, рідше трапляється на низовині та у гірських лісах.

## Опис
Дрібний птах, завдовжки 16 см (самці разом з хвостом сягають 21 см), вагою 52–67 см[уточнити]. Самиці мають коричневе оперення на потилиці, спині, крилах і хвості, та жовтувате на горлі, грудях, животі і під хвостом. На животі деякі пера окантовані темно-коричневим кольором. Самці мають яскравіше забарвлення. Вони мають чорні голову, живіт і хвіст, червону спину і крила (за винятком первинних покривних коричневого кольору), сірчано-жовті потилицю і плечі та блискучо зелені груди. Центральні пера хвоста витягнуті та зігнуті назовні. В обох статей очі коричневі, дзьоб і ноги сталевого кольору. На голові є декілька неоперених ділянок синього кольору — одна на лобі та брові, одна на скронях та одна на маківці та по обидва боки голови. У самців вони яскравіші, ніж у самиць.

## Спосіб життя
Птах живе під пологом лісу. Трапляється поодинці. Живиться плодами дерев, зрідка урізноманітнює раціон комахами та іншими дрібними безхребетними. Ці птахи не мають чітко визначеного періоду розмноження і можуть розмножуватися протягом усього року. Самці намагаються залучити якомога більше самиць для спарювання, виконуючи шлюбні танці, примостившись на гілці, гойдаючись вперед-назад на ногах, поперемінно надуваючи пір'я крил і грудей і крутячи пір'ям хвоста. Після спарювання самець не цікавиться потомством. Самиця сама піклується про будівництво гнізда, висиджування яєць та вирощування пташенят.